# Emancipation Park
Emancipation Park är en park i Jamaica.   Den ligger i parishen Parish of Saint Andrew, i den östra delen av landet, i huvudstaden Kingston. Emancipation Park ligger 76 meter över havet. Den ligger på ön Jamaica.
Terrängen runt Emancipation Park är kuperad åt nordost, men åt sydväst är den platt. Havet är nära Emancipation Park åt sydväst.  Närmaste större samhälle är Kingston, 0,76 km sydväst om Emancipation Park. Runt Emancipation Park är det i huvudsak tätbebyggt.